# The River Tour
The River Tour è stata una tournée intrapresa da Bruce Springsteen con la E Street Band tra il 1980 e il 1981 e iniziata in concomitanza con la pubblicazione dell'album The River.

## Itinerario
La tournée ebbe inizio il 3 ottobre 1980 a Ann Arbor nel Michigan pochi giorni prima dell'uscita dell'album The River, il quinto della discografia di Springsteen. Nel mese precedente si erano svolte le prove generali a Lititz in Pennsylvania in un vecchio fienile nei pressi della sede della Clair Brothers, la società che forniva l'impianto di amplificazione e delle luci di scena.
Il precedente tour del 1978, che si era rivelato molto importante per la carriera del cantautore e che contribuì in modo decisivo ad accrescere la sua reputazione come il miglior perfomer del rock di quelli anni, non fu invece un grande successo economico. Gli incassi dei concerti, che si svolsero prevalentemente in sale da concerti e spesso in mercati non favorevoli, bastarono a mala pena a coprire le spese e in minima parte a rimettere in sesto le finanze dell'entourage e della E Street Band dopo anni di difficoltà dovute in particolare alla lunga causa legale che vide coinvolto Springsteen e il suo manager storico Mike Appel. Su precisa volontà di Jon Landau, che dall'estate del 1978 era diventato oltreché produttore di fiducia anche il manager di Springsteen, il nuovo tour si svolse prevalentemente nelle grandi arene sportive degli Stati Uniti, capaci di contenere di norma oltre 15.000 spettatori.
La prima fase si delineò in un lungo giro nelle città più grandi del paese, anche con più concerti consecutivi nello stesso luogo, come ad esempio con le 4 date alla Los Angeles Memorial Sports Arena, le 3 allo Spectrum di Filadelfia e le 4 al Madison Square Garden di New York. Terminato il primo spezzone con il concerto di capodanno a Uniondale, il tour riprese a gennaio del 1981 con una escursione in Canada e con un giro nel Midwest e nel sud degli Stati Uniti fino a marzo.
In primavera si svolse il primo vero tour europeo di Springsteen dopo la breve visita dell'autunno del 1975. Il cantautore suonò in molte capitali europee toccando 10 nazioni con diverse date in Scandinavia e nel Regno Unito tra cui 6 concerti consecuti alla Wembley Arena di Londra. I concerti britannici dovevano essere i primi in Europa, ma per una indisposizione di Springsteen furono rimandati alla fine.
Infine, a partire da luglio, il quarto e ultimo segmento, denominato informalmente Homecoming tour ("la tournée del ritorno a casa"), si svolse prevalentemente nelle città dove Springsteen aveva il maggior seguito e dove più alta era stata la richiesta insoddisfatta di biglietti durante la prima fase. Il 2 luglio il primo dei 6 concerti sold out consecutivi a East Rutherford nel natio New Jersey funse da inaugurazione per la nuova Brindan Byrne Arena, informalmente nota come Meadowlands Arena, il palazzetto dello sport destinato a ospitare le partite delle squadre professionistiche di basket e hockey dello stato, che negli anni divenne la "casa" di Springsteen e dove nel corso della sua lunga carriera si esibì oltre 50 volte.

## Concerti
| Data              | Città                    | Nazione          | Impianto                                |
| America del Nord  | America del Nord         | America del Nord | America del Nord                        |
| ----------------- | ------------------------ | ---------------- | --------------------------------------- |
| 3 ottobre 1980    | Ann Arbor                | Stati Uniti      | Crisler Arena                           |
| 4 ottobre 1980    | Cincinnati               | Stati Uniti      | Riverfront Coliseum                     |
| 6 ottobre 1980    | Richfield                | Stati Uniti      | Richfield Coliseum                      |
| 7 ottobre 1980    | Richfield                | Stati Uniti      | Richfield Coliseum                      |
| 9 ottobre 1980    | Detroit                  | Stati Uniti      | Cobo Hall                               |
| 10 ottobre 1980   | Chicago                  | Stati Uniti      | Uptown Theatre                          |
| 11 ottobre 1980   | Chicago                  | Stati Uniti      | Uptown Theatre                          |
| 13 ottobre 1980   | Saint Paul               | Stati Uniti      | St. Paul Civic Center                   |
| 14 ottobre 1980   | Milwaukee                | Stati Uniti      | MECCA Arena                             |
| 17 ottobre 1980   | Saint Louis              | Stati Uniti      | Kiel Auditorium                         |
| 18 ottobre 1980   | Saint Louis              | Stati Uniti      | Kiel Auditorium                         |
| 20 ottobre 1980   | Denver                   | Stati Uniti      | McNichols Sports Arena                  |
| 24 ottobre 1980   | Seattle                  | Stati Uniti      | Seattle Center Coliseum                 |
| 25 ottobre 1980   | Portland                 | Stati Uniti      | Memorial Coliseum                       |
| 27 ottobre 1980   | Oakland                  | Stati Uniti      | Oakland–Alameda County Coliseum Arena   |
| 28 ottobre 1980   | Oakland                  | Stati Uniti      | Oakland–Alameda County Coliseum Arena   |
| 30 ottobre 1980   | Los Angeles              | Stati Uniti      | Los Angeles Sports Arena                |
| 31 ottobre 1980   | Los Angeles              | Stati Uniti      | Los Angeles Sports Arena                |
| 1 novembre 1980   | Los Angeles              | Stati Uniti      | Los Angeles Sports Arena                |
| 3 novembre 1980   | Los Angeles              | Stati Uniti      | Los Angeles Sports Arena                |
| 5 novembre 1980   | Tempe                    | Stati Uniti      | ASU Activity Center                     |
| 8 novembre 1980   | Dallas                   | Stati Uniti      | Reunion Arena                           |
| 11 novembre 1980  | Baton Rouge              | Stati Uniti      | LSU Assembly Center                     |
| 14 novembre 1980  | Houston                  | Stati Uniti      | The Summit                              |
| 15 novembre 1980  | Houston                  | Stati Uniti      | The Summit                              |
| 20 novembre 1980  | Rosemont                 | Stati Uniti      | Rosemont Horizon                        |
| 23 novembre 1980  | Landover                 | Stati Uniti      | Capital Centre                          |
| 24 novembre 1980  | Landover                 | Stati Uniti      | Capital Centre                          |
| 27 novembre 1980  | New York                 | Stati Uniti      | Madison Square Garden                   |
| 28 novembre 1980  | New York                 | Stati Uniti      | Madison Square Garden                   |
| 30 novembre 1980  | Pittsburgh               | Stati Uniti      | Civic Arena                             |
| 1 dicembre 1980   | Pittsburgh               | Stati Uniti      | Civic Arena                             |
| 2 dicembre 1980   | Rochester                | Stati Uniti      | Rochester Community War Memorial        |
| 4 dicembre 1980   | Buffalo                  | Stati Uniti      | Buffalo Memorial Auditorium             |
| 6 dicembre 1980   | Filadelfia               | Stati Uniti      | The Spectrum                            |
| 8 dicembre 1980   | Filadelfia               | Stati Uniti      | The Spectrum                            |
| 9 dicembre 1980   | Filadelfia               | Stati Uniti      | The Spectrum                            |
| 11 dicembre 1980  | Providence               | Stati Uniti      | Providence Civic Center                 |
| 12 dicembre 1980  | Hartford                 | Stati Uniti      | Hartford Civic Center                   |
| 15 dicembre 1980  | Boston                   | Stati Uniti      | Boston Garden                           |
| 16 dicembre 1980  | Boston                   | Stati Uniti      | Boston Garden                           |
| 18 dicembre 1980  | New York                 | Stati Uniti      | Madison Square Garden                   |
| 19 dicembre 1980  | New York                 | Stati Uniti      | Madison Square Garden                   |
| 28 dicembre 1980  | Uniondale                | Stati Uniti      | Nassau Coliseum                         |
| 29 dicembre 1980  | Uniondale                | Stati Uniti      | Nassau Coliseum                         |
| 31 dicembre 1980  | Uniondale                | Stati Uniti      | Nassau Coliseum                         |
| America del Nord  |                          |                  |                                         |
| 20 gennaio 1981   | Toronto                  | Canada           | Maple Leaf Gardens                      |
| 21 gennaio 1981   | Toronto                  | Canada           | Maple Leaf Gardens                      |
| 23 gennaio 1981   | Montréal                 | Canada           | Forum de Montréal                       |
| 24 gennaio 1981   | Ottawa                   | Canada           | Ottawa Civic Centre                     |
| 26 gennaio 1981   | Notre Dame               | Stati Uniti      | Edmund P. Joyce Center                  |
| 28 gennaio 1981   | Saint Louis              | Stati Uniti      | Checkerdome                             |
| 29 gennaio 1981   | Ames                     | Stati Uniti      | Hilton Coliseum                         |
| 1 febbraio 1981   | Saint Paul               | Stati Uniti      | St. Paul Civic Center                   |
| 2 febbraio 1981   | Madison                  | Stati Uniti      | Dane County Coliseum                    |
| 4 febbraio 1981   | Carbondale               | Stati Uniti      | SIU Arena                               |
| 5 febbraio 1981   | Kansas City              | Stati Uniti      | Kemper Arena                            |
| 7 febbraio 1981   | Champaign                | Stati Uniti      | Assembly Hall                           |
| 12 febbraio 1981  | Mobile                   | Stati Uniti      | Municipal Auditorium                    |
| 13 febbraio 1981  | Starkville               | Stati Uniti      | Humphrey Coliseum                       |
| 15 febbraio 1981  | Lakeland, Florida        | Stati Uniti      | Lakeland Civic Center                   |
| 16 febbraio 1981  | Lakeland, Florida        | Stati Uniti      | Lakeland Civic Center                   |
| 18 febbraio 1981  | Jacksonville (Florida)   | Stati Uniti      | Jacksonville Memorial Coliseum          |
| 20 febbraio 1981  | Pembroke Pines (Florida) | Stati Uniti      | Hollywood Sportatorium                  |
| 22 febbraio 1981  | Columbia                 | Stati Uniti      | Carolina Coliseum                       |
| 23 febbraio 1981  | Atlanta (Georgia)        | Stati Uniti      | The Omni                                |
| 25 febbraio 1981  | Memphis (Tennessee)      | Stati Uniti      | Mid-South Coliseum                      |
| 26 febbraio 1981  | Nashville (Tennessee)    | Stati Uniti      | Nashville Municipal Auditorium          |
| 28 febbraio 1981  | Greensboro               | Stati Uniti      | Greensboro Coliseum                     |
| 2 marzo 1981      | Hampton (Virginia)       | Stati Uniti      | Hampton Coliseum                        |
| 4 marzo 1981      | Lexington (Kentucky)     | Stati Uniti      | Rupp Arena                              |
| 5 marzo 1981      | Indianapolis (Indiana)   | Stati Uniti      | Market Square Arena                     |
| Europa            |                          |                  |                                         |
| 7 aprile 1981     | Amburgo                  | Germania         | Congress Centre                         |
| 8 aprile 1981     | Berlino                  | Germania         | Internationales Congress Centrum Berlin |
| 11 aprile 1981    | Zurigo                   | Svizzera         | Hallenstadion                           |
| 14 aprile 1981    | Francoforte sul Meno     | Germania         | Festhalle                               |
| 16 aprile 1981    | Monaco di Baviera        | Germania         | Olympiahalle                            |
| 18 aprile 1981    | Parigi                   | Francia          | Palais des Sports                       |
| 19 aprile 1981    | Parigi                   | Francia          | Palais des Sports                       |
| 21 aprile 1981    | Barcellona               | Spagna           | Palau d'Esports de Montjuïc             |
| 24 aprile 1981    | Lione                    | Francia          | Palais des Sports de Gerland            |
| 26 aprile 1981    | Bruxelles                | Belgio           | Forest National                         |
| 28 aprile 1981    | Rotterdam                | Paesi Bassi      | Ahoy                                    |
| 29 aprile 1981    | Rotterdam                | Paesi Bassi      | Ahoy                                    |
| 1 maggio 1981     | Copenaghen               | Danimarca        | Brøndby Hall                            |
| 2 maggio 1981     | Copenaghen               | Danimarca        | Brøndby Hall                            |
| 3 maggio 1981     | Göteborg                 | Svezia           | Scandinavium                            |
| 5 maggio 1981     | Oslo                     | Norvegia         | Drammenshallen                          |
| 7 maggio 1981     | Stoccolma                | Svezia           | Hovet                                   |
| 8 maggio 1981     | Stoccolma                | Svezia           | Hovet                                   |
| 11 maggio 1981    | Newcastle                | Regno Unito      | Newcastle City Hall                     |
| 13 maggio 1981    | Manchester               | Regno Unito      | Manchester Apollo                       |
| 14 maggio 1981    | Manchester               | Regno Unito      | Manchester Apollo                       |
| 16 maggio 1981    | Edimburgo                | Regno Unito      | Edinburgh Playhouse                     |
| 17 maggio 1981    | Edimburgo                | Regno Unito      | Edinburgh Playhouse                     |
| 20 maggio 1981    | Stafford                 | Regno Unito      | New Bingley Hall                        |
| 26 maggio 1981    | Brighton                 | Regno Unito      | The Brighton Centre                     |
| 27 maggio 1981    | Brighton                 | Regno Unito      | The Brighton Centre                     |
| 29 maggio 1981    | Londra                   | Regno Unito      | Wembley Arena                           |
| 30 maggio 1981    | Londra                   | Regno Unito      | Wembley Arena                           |
| 1 giugno 1981     | Londra                   | Regno Unito      | Wembley Arena                           |
| 2 giugno 1981     | Londra                   | Regno Unito      | Wembley Arena                           |
| 4 giugno 1981     | Londra                   | Regno Unito      | Wembley Arena                           |
| 5 giugno 1981     | Londra                   | Regno Unito      | Wembley Arena                           |
| 7 giugno 1981     | Birmingham               | Regno Unito      | National Exhibition Centre              |
| 8 giugno 1981     | Birmingham               | Regno Unito      | National Exhibition Centre              |
| America del Nord  |                          |                  |                                         |
| 2 luglio 1981     | East Rutherford          | Stati Uniti      | Meadowlands Arena                       |
| 3 luglio 1981     | East Rutherford          | Stati Uniti      | Meadowlands Arena                       |
| 5 luglio 1981     | East Rutherford          | Stati Uniti      | Meadowlands Arena                       |
| 6 luglio 1981     | East Rutherford          | Stati Uniti      | Meadowlands Arena                       |
| 8 luglio 1981     | East Rutherford          | Stati Uniti      | Meadowlands Arena                       |
| 9 luglio 1981     | East Rutherford          | Stati Uniti      | Meadowlands Arena                       |
| 13 luglio 1981    | Filadelfia               | Stati Uniti      | The Spectrum                            |
| 15 luglio 1981    | Filadelfia               | Stati Uniti      | The Spectrum                            |
| 16 luglio 1981    | Filadelfia               | Stati Uniti      | The Spectrum                            |
| 18 luglio 1981    | Filadelfia               | Stati Uniti      | The Spectrum                            |
| 19 luglio 1981    | Filadelfia               | Stati Uniti      | The Spectrum                            |
| 23 luglio 1981    | Rosemont                 | Stati Uniti      | Rosemont Horizon                        |
| 24 luglio 1981    | Rosemont                 | Stati Uniti      | Rosemont Horizon                        |
| 29 luglio 1981    | Richfield, Ohio          | Stati Uniti      | Richfield Coliseum                      |
| 30 luglio 1981    | Richfield, Ohio          | Stati Uniti      | Richfield Coliseum                      |
| 4 agosto 1981     | Landover, Maryland       | Stati Uniti      | Capitol Centre                          |
| 5 agosto 1981     | Landover, Maryland       | Stati Uniti      | Capitol Centre                          |
| 7 agosto 1981     | Landover, Maryland       | Stati Uniti      | Capitol Centre                          |
| 11 agosto 1981    | Detroit                  | Stati Uniti      | Joe Louis Arena                         |
| 12 agosto 1981    | Detroit                  | Stati Uniti      | Joe Louis Arena                         |
| 16 agosto 1981    | Morrison, Colorado       | Stati Uniti      | Red Rocks Amphitheatre                  |
| 17 agosto 1981    | Morrison, Colorado       | Stati Uniti      | Red Rocks Amphitheatre                  |
| 20 agosto 1981    | Los Angeles              | Stati Uniti      | Los Angeles Sports Arena                |
| 21 agosto 1981    | Los Angeles              | Stati Uniti      | Los Angeles Sports Arena                |
| 23 agosto 1981    | Los Angeles              | Stati Uniti      | Los Angeles Sports Arena                |
| 24 agosto 1981    | Los Angeles              | Stati Uniti      | Los Angeles Sports Arena                |
| 27 agosto 1981    | Los Angeles              | Stati Uniti      | Los Angeles Sports Arena                |
| 28 agosto 1981    | Los Angeles              | Stati Uniti      | Los Angeles Sports Arena                |
| 2 settembre 1981  | San Diego (California)   | Stati Uniti      | Sports Arena                            |
| 8 settembre 1981  | Rosemont                 | Stati Uniti      | Rosemont Horizon                        |
| 10 settembre 1981 | Rosemont                 | Stati Uniti      | Rosemont Horizon                        |
| 11 settembre 1981 | Rosemont                 | Stati Uniti      | Rosemont Horizon                        |
| 13 settembre 1981 | Cincinnati               | Stati Uniti      | Riverfront Coliseum                     |
| 14 settembre 1981 | Cincinnati               | Stati Uniti      | Riverfront Coliseum                     |

## Formazione
- Bruce Springsteen – voce, chitarra e armonica a bocca
- E Street Band
  - Roy Bittan – pianoforte e cori
  - Clarence Clemons – sassofono, strumenti a percussione e cori
  - Danny Federici – organo elettronico, glockenspiel elettronico e fisarmonica
  - Garry Tallent – basso elettrico
  - Steven Van Zandt – chitarra e cori
  - Max Weinberg – batteria

### Ospiti
Durante il tour Springsteen ha occasionalmente ospitato sul palco amici musicisti e collaboratori.
- Bob Seger – duetto su Thunder Road (Ann Arbor, 3 ottobre 1980)
- Jackson Browne – duetto su Sweet Little Sixteen (Los Angeles, 1 novembre 1980) e su Detroit Medley (Los Angeles, 3 novembre 1980)
- Flo & Eddie – cori su Hungry Heart (Los Angeles, 3 novembre e Uniondale, 28 dicembre 1980; Rotterdam, 28 aprile e Los Angeles 21 e 28 agosto 1981)
- Link Wray – chitarra su  I Fought the Law (Londra, 2 giugno 1981)
- Pete Townshend – duetto su Born to Run e Detroit Medley (Birmingham, 7 giugno 1981)
- Gary U.S. Bonds – duetto su Jolé Blon e This Little Girl (East Rutherford, 3 e 9 luglio 1981)
- Southside Johnny – duetto su I Don't Want To Go Home (Richfield, 29 e 30 luglio 1981)
- Mitch Ryder – duetto su Detroit Medley (Detroit, 12 agosto 1981)
- Tom Waits – duetto su Jersey Girl (Los Angeles, 24 agosto 1981)

## Scaletta
La scaletta tipica dei concerti aveva come nucleo centrale le canzoni del nuovo album The River e quelle dei precedenti Born to Run e Darkness on the Edge of Town, anche se alcune canzoni dei suoi primi album erano momenti irrinunciabili della scaletta (come la conclusiva Rosalita). Sprinsteen propose molte cover di artisti da lui amati in gioventù (soprattutto pezzi rock 'n' roll) oltre a alcune canzoni inedite. Secondo i dati forniti dal sito web specializzato setlist.fm, la seguente è stata la scaletta proposta più frequentemente durante il The River Tour:
1. Prove It All Night
2. Tenth Avenue Freeze-Out
3. Darkness on the Edge of Town
4. Factory
5. Out in the Street
6. Independence Day
7. Two Hearts
8. Who'll Stop the Rain (dei Creedence Clearwater Revival)
9. The Promised Land
10. This Land Is Your Land (di Woody Guthrie)
11. Badlands
12. The River
13. Thunder Road
14. The Ties That Bind
15. Cadillac Ranch
16. Racing in the Street
17. Hungry Heart
18. Sherry Darling
19. Fire
20. You Can Look (But You Better Not Touch)
21. Wreck on the Highway
22. Candy's Room
23. Point Blank
24. Ramrod
25. Rosalita (Come Out Tonight)
26. Born to Run
27. Jungleland
28. I'm a Rocker
29. Detroit Medley

### Canzoni originali
Greetings from Asbury Park, N.J.
- For You
- Growin' Up
- Spirit in the Night
- It's Hard to Be a Saint in the City

The Wild, the Innocent & the E Street Shuffle
- Rosalita (Come Out Tonight)
- 4th of July, Asbury Park (Sandy)
- Incident on 57th Street

Born to Run
- Born to Run
- Tenth Avenue Freeze-Out
- Thunder Road
- Backstreets
- Jungleland
- Night
- She's the One

Darkness on the Edge of Town
- Prove It All Night
- Darkness on the Edge of Town
- The Promised Land
- Badlands
- Factory
- Candy's Room

The River
- Wreck on the Highway
- Jackson Cage
- Out in the Street
- Racing in the Street
- The River
- Cadillac Ranch
- Sherry Darling
- I Wanna Marry You
- Crush on You
- Ramrod
- Point Blank
- Stolen Car
- The Ties That Bind
- Independence Day
- Two Hearts
- You Can Look (But You Better Not Touch)
- Hungry Heart
- Drive All Night
- I'm a Rocker
- The Price You Pay
- Fade Away

Altre
- Fire
- Because the Night
- Here She Comes, preludio a I Wanna Marry You
- Rendezvous
- Held Up Without a Gun
- Johnny Bye-Bye
- Living on the Edge of the World, frammento in Ramrod

### Cover
- Once Upon a Time in the West (Ennio Morricone), preludio a The River
- Stagger Lee, introduzione a Rosalita
- Come a Little Bit Closer (Jay and the Americans), introduzione a Rosalita
- I Found a Love  (Wilson Pickett), introduzione a Fire
- Sweet Little Sixteen (Chuck Berry)
- No Money Down (Lou Reed), introduzione a Cadillach Ranch
- Let's Twist Again (Chubby Checker), introduzione a I'm a Rocker
- Hail to the Chief (James Sanderson, Albert Gamse), durante la presentazione della E Street Band
- Preludio n° 1 (Johann Sebastian Bach), durante la presentazione della E Street Band
- Detroyt Medley (Mitch Ryder)
- Quarter to Three (Gary U.S. Bonds)
- Raise Your Hand (Eddie Floyd)
- Good Rockin' Tonight (Elvis Presley)
- In the Midnight Hour (Wilson Pickett)
- On Top of Old Smokey (trad., The Weavers)
- Haunted House (Jumpin' Gene Simmons)
- Out of Limits (The Marketts)
- Walz Across Texas (Ernest Tubb)
- I Fought the Law (Bobby Fuller)
- Santa Claus Is Coming to Town
- Twist and Shout (The Isley Brothers)
- Who'll Stop the Rain (Creedence Clearwater Revival)
- Merry Christmas Baby (Lou Baxter, Johnny Moore)
- This Land Is Your Land (Woody Guthrie)
- Auld Lang Syne (durante il concerto di Capodanno)
- Double Shot (Of My Baby's Love) (The Swingin' Medallions)
- Louie Louie (The Kingsmen)
- Kansas City/Hey-Hey-Hey-Hey! (Little Richard )
- Rockin' All Over the World (John Fogerty)
- Can't Help Falling in Love (Elvis Presley)
- Follow That Dream (Elvis Presley)
- Sweet Soul Music (Arthur Conley)
- Run Through the Jungle (Creedence Clearwater Revival)
- Trapped (Jimmy Cliff)
- Jolé Blon (Gary U.S. Bonds)
- Jersey Girl (Tom Waits)
- I Don't Want to Go Home (Southside Johnny & The Asbury Jukes)
- Summertime Blues (Eddie Cochran)
- This Little Girl (Gary U.S. Bonds, composta da Springsteen)
- Sea Cruise (Frankie Ford)
- Ballad of Easy Rider (The Byrds)
- Rave On (Buddy Holly)
- Proud Mary (Creedence Clearwater Revival)
- Deportee (Plane Wreck at Los Gatos) (Woody Guthrie)
- Mona (Bo Diddley, medley con She's the One)

## Discografia
Diversi brani registrati durante la torunée furono inclusi nel primo album dal vivo di Springsteen, Live/1975-85 del 1986, in particolare durante i concerti alla Nassau Coliseum di Long Island nel dicembre del 1980 e durante i sei concerti consecutivi che funsero da inaugurazione per la Brendan Byrne Arena nel New Jersey nel luglio dell'anno successivo.
Nel cofanetto The Ties That Bind: The River Collection del 2015 è incluso il video restaurato del concerto del 5 novembre 1980 a Tempe in Arizona, il primo della tournée reso disponibile ufficialmente, oltre ad altri cinque brani filmati durante le prove del tour nel settembre del 1980 a Lititz in Pennsylvania.
Nel 2015 la registrazione restaurata digitalmente dei 10 brani mancanti del concerto di Tempe fu resa disponibile per il download gratuito attraverso il sito ufficiale di Springsteen nei formati MP3, lossless con qualità CD-Audio e in alta definizione a 24 bit/192 kHz. Sullo stesso canale di vendita sono stati resi disponibili altri concerti della tournée, tra i quali quello di fine anno del 1980 al Nassau Coliseum e quello di Londra del 5 giugno 1981.
- 1986 – Bruce Springsteen & the E Street Band, Live/1975-85, LP (x5), Columbia Records C5X 40558, contiene 12 canzoni registrate durante la tournée
- 1987 – Bruce Springsteen & the E Street Band, Live Collection, EP, Columbia Records 20AP 3326, Giappone, contiene un brano registrato al Nassau Veterans Memorial Coliseum di Uniondale il 29 dicembre 1980
- 2015 – Bruce Springsteen & the E Street Band, The River Tour, Tempe 1980, DVD, Columbia Records Sony Music 88875164672, contiene il video del concerto a Tempe all'Arizona State University Activity Center del 5 novembre 1980, parte del cofanetto antologico The Ties That Bind: The River Collection
- 2015 – Bruce Springsteen & the E Street Band, Arizona State University, Tempe 1980, download digitale, live.brucespringsteen.net, registrato all'Arizona State University Activity Center di Tempe il 5 novembre 1980
- 2015 – Bruce Springsteen & the E Street Band, Nassau Coliseum, New York 1980, download digitale, live.brucespringsteen.net, registrato al Nassau Veterans Memorial Coliseum di Uniondale il 31 dicembre 1980
- 2018 – Bruce Springsteen & the E Street Band, Wembley Arena June 5, 1981, download digitale, live.brucespringsteen.net, registrato alla Wembley Arena Londra il 5 giugno 1981
- 2019 – Bruce Springsteen & the E Street Band, Nassau Coliseum, New York, 12/29/80, download digitale, live.brucespringsteen.net, registrato al Nassau Veterans Memorial Coliseum di Uniondale il 29 dicembre 1980
- 2020 – Bruce Springsteen & the E Street Band, Brendan Byrne Arena 1981, download digitale, live.brucespringsteen.net, registrato alla Brendan Byrne Arena di East Rutherford il 9 luglio 1981